# Distretto di Hajdúszoboszló
Il distretto di Hajdúszoboszló (in ungherese Hajdúszoboszlói járás) è un distretto dell'Ungheria, situato nella provincia di Hajdú-Bihar.